# Ercole D'Agnese
Ercole d'Agnese (Piedimonte Matese, 3 maggio 1745 – Napoli, 1º ottobre 1799) è stato un rivoluzionario e giurista italiano, propugnatore della Rivoluzione Napoletana e Presidente della Repubblica Napoletana del 1799.

## Biografia
Ercole d'Agnese nacque il 3 maggio 1745 da Vincenzo d'Agnese e Eleonora Melchiorre, nobile famiglia trasferitasi da Napoli a Piedimonte, sua città natale. Poco dopo la prematura morte del padre, Ercole, ancora adolescente, fu affidato alle cure dello zio arciprete ed educato nel collegio di San Tommaso dei Domenicani. Fu poi studente di giurisprudenza presso l'Università degli Studi di Napoli Federico II, dove entrò in contatto con le idee razionalistiche provenienti dalla Francia. In questo periodo di studi fu sotto le cure dello zio Domenico d'Agnese, avvocato napoletano. Dopo gli studi di giurisprudenza entrò a Napoli nel collegio dei Domenicani dove fu allievo di padre Ottavio Chiarizia, fervente fautore di una confederazione delle nazioni europee.
Nel 1774 emigrò clandestinamente, probabilmente con il nome di Ercole Giraud, in Francia, ove dimorò per circa 20 anni. Inizialmente aprì uno studio privato a Lione e successivamente a Parigi fu docente universitario di filosofia del diritto. Qui sposò la giovane Paolina Thibouthier, nipote del conte André Joseph Abrial, dalla quale ebbe due figli. Ercole d'Agnese nel periodo parigino partecipò attivamente ai moti rivoluzionari francesi del 1789 e subito dopo divenne commissario della Repubblica Francese presso il dipartimento del Rodano.
Rientrato in Italia nel 1794, cinque anni dopo fu nominato inizialmente membro del Comitato esecutivo e successivamente Presidente della Repubblica Napoletana. Si rese celebre per la fermezza dei suoi principi e per lo zelo profuso nel rendere salda la Repubblica. La Repubblica Napoletana sopravvisse per soli sei mesi, allorché l'esercito borbonico, le bande di briganti capeggiate da Fra Diavolo e la flotta inglese dell'ammiraglio Nelson costrinsero i rivoluzionari alla resa senza condizioni. Il 3 agosto 1799 Ercole d'Agnese e gli altri fautori della Repubblica Napoletana vennero arrestati e trascinati in catene sul vascello inglese Foudroyant. Ercole d'Agnese fu condannato a morte per impiccagione il 30 settembre di quello stesso anno. Per sfuggire all'esecuzione ingurgitò una dose di veleno, la quale però non sortì l'effetto sperato. Seppur moribondo, l'esecuzione fu rinviata di un giorno, quando il 1º ottobre 1799 fu giustiziato in Piazza del Carmine a Napoli.